# Tetrastichus nigricitrinus
Tetrastichus nigricitrinus är en stekelart som beskrevs av Kostjukov 1978. Tetrastichus nigricitrinus ingår i släktet Tetrastichus och familjen finglanssteklar. Inga underarter finns listade i Catalogue of Life.